# (6834) Hunfeld
(6834) Hunfeld – planetoida z pasa głównego asteroid okrążająca Słońce w ciągu 3 lat i 296 dni w średniej odległości 2,44 j.a. Została odkryta 11 maja 1993 roku w obserwatorium w Nachi-Katsuura przez Yoshisadę Shimizu i Takeshiego Uratę. Nazwa planetoidy pochodzi od Jana Hunfelda (1934-2009), holenderskiego dziennikarza. Nazwa została zaproponowana przez T. Jurriënsa. Przed nadaniem nazwy planetoida nosiła oznaczenie tymczasowe (6834) 1993 JH.